# Landtagswahl in Rheinland-Pfalz 1991
- SPD: 47
- Grüne: 7
- FDP: 7
- CDU: 40

- Regierung: 54
- Opposition: 47

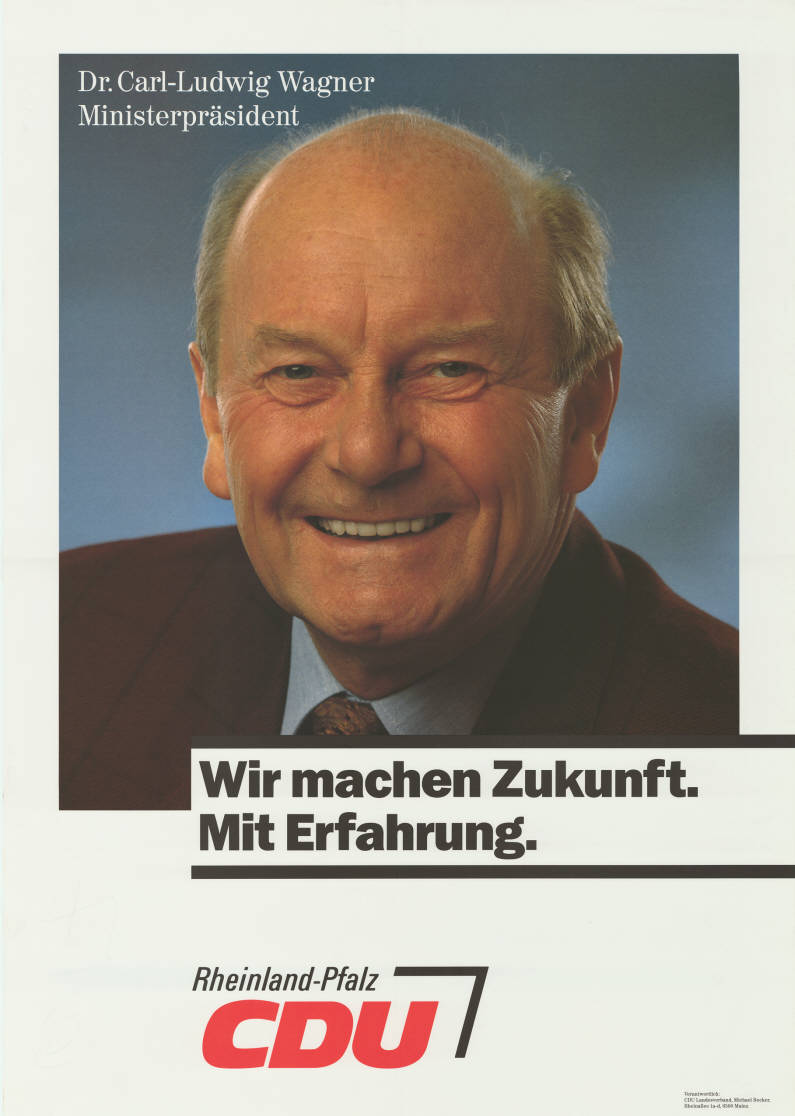
Wahlplakat der CDU mit dem bisherigen Ministerpräsidenten Wagner

Die Landtagswahl in Rheinland-Pfalz 1991 fand am 21. April statt. Dabei wurde der Landtag Rheinland-Pfalz erstmals statt wie bisher für vier Jahre für eine Dauer von fünf Jahren gewählt. Außerdem wurde ein neues Wahlsystem eingeführt, bei dem die Wähler zwei Stimmen – eine Landesstimme und eine Wahlkreisstimme – abgeben konnten.
Zum ersten Mal in Rheinland-Pfalz wurde die SPD mit 44,8 Prozent (6,0 Prozentpunkte Zugewinn im Vergleich zur Wahl von 1983) stärkste Partei, während die CDU 6,4 Prozentpunkte verlor und erstmals nicht mehr stärkste Partei im Landtag wurde. In der Folge wurde eine sozialliberale Koalition aus SPD und FDP gebildet.

## Ausgangssituation
Bei der Landtagswahl in Rheinland-Pfalz 1987 hatte die bisher allein regierende CDU unter Ministerpräsident Bernhard Vogel mit 6,8 Prozent einen historischen Verlust hinnehmen müssen und dabei ihre absolute Mehrheit verloren. Die CDU ging daraufhin eine Koalition mit der von Rainer Brüderle geführten FDP ein, die mit 7,3 Prozent den Wiedereinzug ins Parlament geschafft hatte, nachdem sie bei der Wahl 1983 erstmals an der Fünf-Prozent-Hürde gescheitert war. 
Nach der Wahl 1987 war es vor allem in der CDU aufgrund der schweren Verluste bei der Wahl zu innerparteilichen Diskussionen sowohl über politische Kompromisse mit der FDP (vor allem zum neuen Kommunalwahlrecht) und zunehmend auch über Vogel als CDU-Landesvorsitzenden gekommen. Zum ersten Mal erhielt in Vogel mit dem jahrelangen Vorsitzenden der CDU-Landtagsfraktion und amtierenden Umweltminister Hans-Otto Wilhelm ein amtierender Ministerpräsident einen Gegenkandidaten für das Amt des Landesvorsitzenden. Im Ergebnis hatte Vogel im Vorfeld des CDU-Landesparteitages am 11. November 1988 seine Wiederwahl in der Parteifunktion des CDU-Landesvorsitzenden mit dem Staatsamt verknüpft und gedroht, das Amt des Ministerpräsidenten niederzulegen, falls er nicht wieder zum Landesvorsitzenden gewählt würde. Er unterlag seinem Herausforderer, dem langjährigen Vorsitzenden der CDU-Landtagsfraktion und amtierenden Umweltminister Hans-Otto Wilhelm, mit 189 zu 259 Stimmen überraschend deutlich. Sein Nachfolger als Ministerpräsident wurde am 8. Dezember 1988 der bisherige Finanzminister Carl-Ludwig Wagner.
Nachdem die CDU Rheinland-Pfalz sich von diesem Schlag in den Umfragen bis 1990 sehr gut erholt hatte und noch im Dezember 1990, also vier Monate vor der Landtagswahl, bei der einzigen regelmäßigen Sonntagsfrage der Zeitung Die Rheinpfalz mit 46,0 Prozent weit vor der SPD mit 39,0 Prozent lag (s. Langzeitwerte in "Die Rheinpfalz" vom 19. März 1991), stürzte die CDU im März in den Umfragen völlig ab. 
Im Februar 1991 hatte der bei der Bundestagswahl am 2. Dezember 1990 siegreiche Bundeskanzler Helmut Kohl sein zur Bundestagswahl mehrmals gegebenes Wahlversprechen gebrochen, wegen der Kosten der Deutschen Einheit die Steuern nicht zu erhöhen. Die Kritik an Kohl war überall eindeutig und massiv; in der BILD-Zeitung vom 27. Februar 1991 wurde er sogar als "Der Umfaller" horizontal abgebildet, mit der Überschrift "Der Steuerlügner". 
Die bis dahin wegen der schlechteren Umfrageergebnisse nicht als aussichtsreich für den Wahlsieg gehandelte SPD plakatierte nach dem Wortbruch von Kohl landesweit Großplakate mit dem Inhalt: „Steuerbetrug der CDU: Wer so lügt, den wählt man nicht“. Den Absturz in den Umfragen auf bis nahe 30 Prozent konnte die CDU bis zum Wahltag nur noch teilweise aufholen und verlor erstmals die Position der stärksten Partei in Rheinland-Pfalz. Der Umstand, dass Kohl selbst von 1969 bis 1976 Ministerpräsident von Rheinland-Pfalz war, verstärkte den "Denkzettelcharakter" dieser Wahl.

## Wahlergebnis
Die Wahl am 21. April 1991 führte zu folgendem Ergebnis:
| Listen            | Listen            | Wahlkreisstimmen | Wahlkreisstimmen | Wahlkreisstimmen | Landesstimmen | Landesstimmen | Landesstimmen | Mandate | Mandate |
| Listen            | Listen            | Stimmen          | %                | Mandate          | Stimmen       | %             | Mandate       | Anzahl  | +/-     |
| ----------------- | ----------------- | ---------------- | ---------------- | ---------------- | ------------- | ------------- | ------------- | ------- | ------- |
|                   | SPD               | 978.169          | 46,3             | 37               | 951.695       | 44,8          | 10            | 47      | +7      |
|                   | CDU               | 850.067          | 40,2             | 14               | 822.449       | 38,7          | 26            | 40      | –8      |
|                   | FDP               | 136.734          | 6,5              | –                | 146.400       | 6,9           | 7             | 7       | –       |
|                   | GRÜNE             | 112.378          | 5,3              | –                | 137.139       | 6,5           | 7             | 7       | +2      |
|                   | REP               | 12.998           | 0,6              | –                | 43.480        | 2,0           | –             | –       | –       |
|                   | ÖDP               | 16.673           | 0,8              | –                | 19.355        | 0,9           | –             | –       | –       |
|                   | DLVH              | 2.184            | 0,1              | –                | 4.889         | 0,2           | –             | –       | –       |
|                   | Graue             | 616              | 0,0              | –                | –             | –             | –             | –       | –       |
|                   | CM                | 377              | 0,0              | –                | –             | –             | –             | –       | –       |
|                   | PBC               | 287              | 0,0              | –                | –             | –             | –             | –       | –       |
|                   | Einzelbewerber    | 1.639            | 0,1              | –                | –             | –             | –             | –       | –       |
| Gesamt            | Gesamt            | 2.112.122        | 100              | 51               | 2.125.407     | 100           | 50            | 101     | +1      |
|                   |                   |                  |                  |                  |               |               |               |         |         |
| Ungültige Stimmen | Ungültige Stimmen | 51.434           | 2,4              |                  | 38.149        | 1,8           |               |         |         |
| Wähler            | Wähler            | 2.163.556        | 73,9             |                  | 2.163.556     | 73,9          |               |         |         |
| Wahlberechtigte   | Wahlberechtigte   | 2.928.865        |                  |                  | 2.928.865     |               |               |         |         |

## Konsequenzen

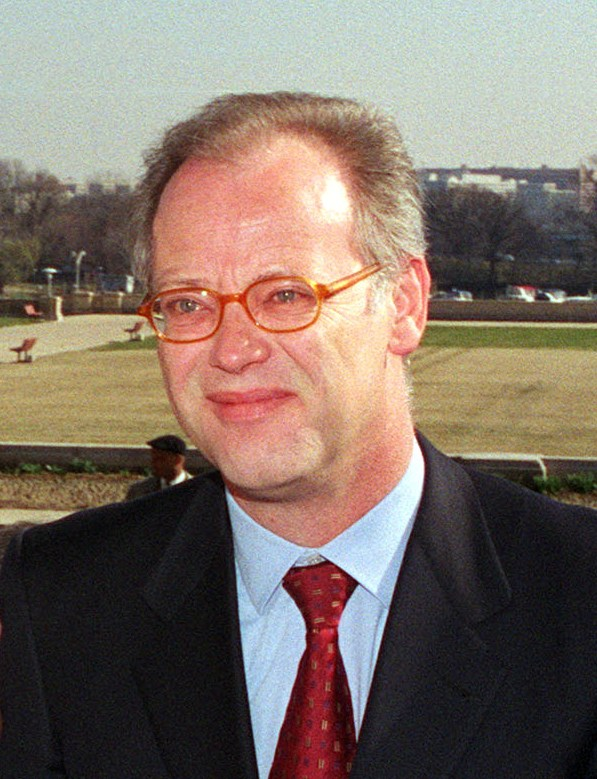
Der neue Ministerpräsident Rudolf Scharping (SPD)

Die SPD wurde dank Zugewinnen von sechs Prozentpunkten erstmals stärkste Partei in Rheinland-Pfalz. Die CDU, die bislang immer stärkste Partei gewesen war, verlor gegenüber 1987 6,4 Prozentpunkte. Auch die FDP verlor leicht, konnte ihre sieben Mandate jedoch halten. Die Grünen gewannen leicht hinzu und erreichten ebenfalls sieben Mandate. Die größten Stimmengewinne nach der SPD erreichten die erstmals antretenden Republikaner, die auf Anhieb ein Ergebnis von zwei Prozent erreichten, den Einzug in den Landtag damit jedoch deutlich verfehlten.
| Koalitionsoption                   | Sitze |
| ---------------------------------- | ----- |
| Zweidrittelmehrheit (ab 67 Sitzen) |       |
| SPD, CDU                           | 87    |
| Absolute Mehrheit (ab 51 Sitzen)   |       |
| SPD, FDP                           | 54    |
| SPD, Grüne                         | 54    |
| Sitze gesamt                       | 101   |

Die bislang regierende CDU/FDP-Koalition unter Carl-Ludwig Wagner hatte ihre Mehrheit verloren. Neben einer unwahrscheinlichen Großen Koalition besaßen also sowohl ein rot-grünes als auch ein sozialliberales/rot-gelbes Bündnis eine Mehrheit. Schließlich wurde eine sozialliberale Koalition unter Ministerpräsident Rudolf Scharping (SPD), das Kabinett Scharping, gebildet. Damit wurde erstmals in der Geschichte des Landes ein Sozialdemokrat Ministerpräsident. Gleichzeitig war es die erste Beteiligung der SPD an der rheinland-pfälzischen Landesregierung seit der ersten Wahlperiode nach der Landtagswahl 1947, in der die SPD zuerst Teil der nach der Wahl gebildeten Allparteienregierung wurde, die 1949 auf- und durch eine Große Koalition abgelöst wurde. Beide Regierungen wurden von der CDU und deren Ministerpräsidenten Peter Altmeier geführt.